# Гайдамаха Федір
Фе́дір Гайдама́ха (? — ?) — український селянин з Іванкова Борщівського повіту (тепер — Борщівський район) Королівства Галичини та Володимирії, громадський діяч. Посол V каденції до австрійського парламенту (Райхсрату) у 1873—1879 роках від округу 24 Заліщики—Устечко—Борщів—Мельниця—Городенка—Обертин. Входив до Руського клубу. Посол III каденції Галицького Сойму в 1870—1876 роках (обраний від IV курії округу 8 Борщів — Мельниця). Входив до «Руського клубу».